# NGC 7590
NGC 7590 је спирална галаксија у сазвежђу Ждрал која се налази на NGC листи објеката дубоког неба.
Деклинација објекта је - 42° 14' 21" а ректасцензија 23h 18m 54,6s. Привидна величина (магнитуда) објекта NGC 7590 износи 11,3 а фотографска магнитуда 12,1. Налази се на удаљености од 23,713 милиона парсека од Сунца. NGC 7590 је још познат и под ознакама ESO 347-33, MCG -7-47-30, IRAS 23161-4230, Grus quartet, PGC 71031.